# Édesvízi akváriumi halak listája
Ez a lap az édesvízi akváriumi halak listája.

## Fogaspontyalakúak rendje

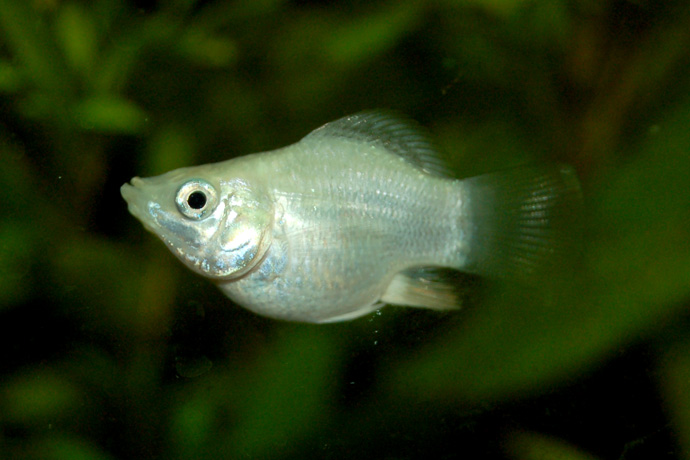
Jukatáni fogasponty

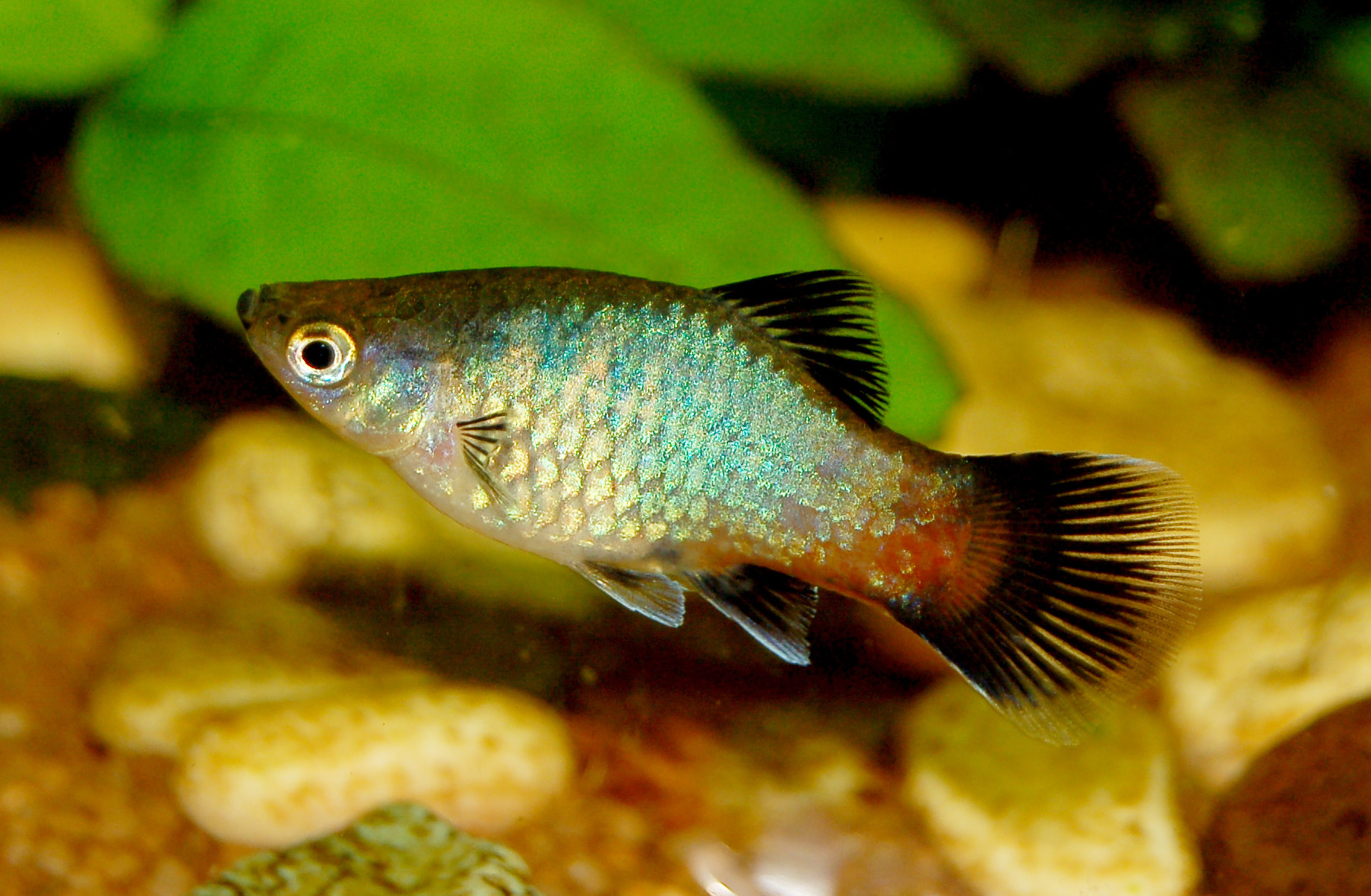
Platti

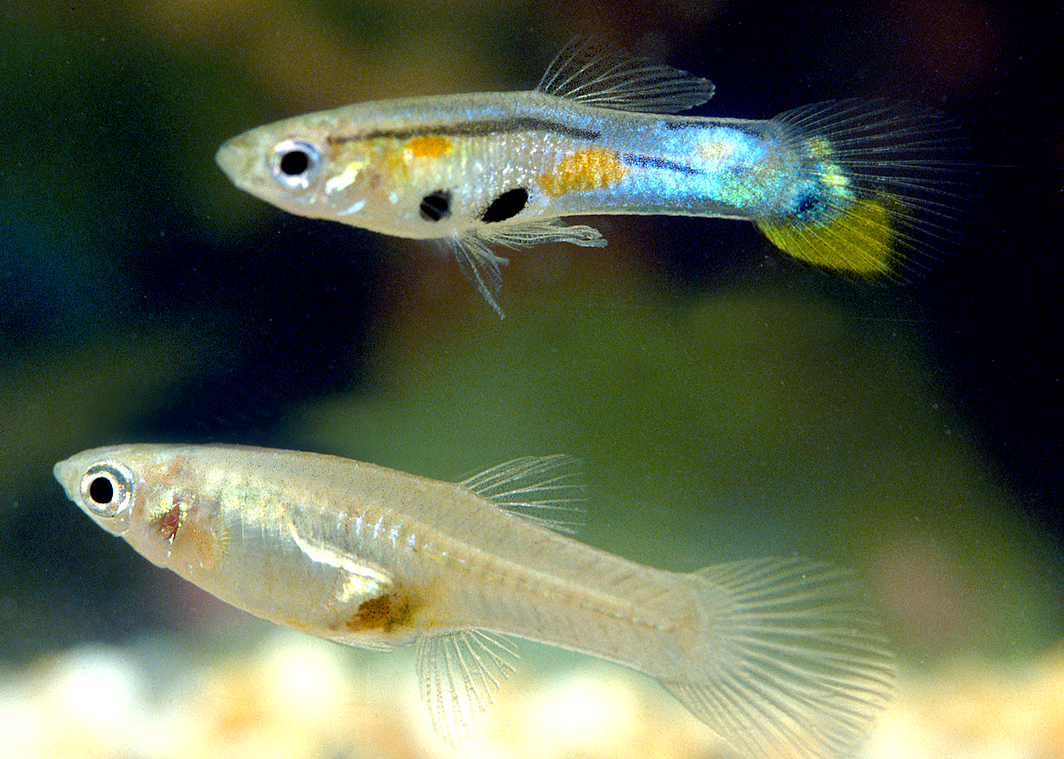
Szivárványos guppik

Bővebben: Fogaspontyalakúak (Cyprinodontiformes)
Elevenszülő fogaspontyfélék (Poeciliidae)
- Feketesávos limia (Poecilia nigrofasciata)
- Fénylőszemű priapella (Priapella intermedia)
- Jukatáni fogasponty (Poecilia sphenops)
- Mexikói kardfarkú hal (Xiphophorus helleri)
- Platti (Xiphophorus maculatus)
- Tarkafoltos fogasponty (Xiphophorus variatus)
- Szivárványos guppi (Poecilia reticulata)
- Endler fogasponty (Poecilia wingei)

Magashegyi fogaspontyok (Goodeidae)
- Skiffia multipunctata
- Xenotoca eiseni
- Zoogoneticus tequila
- Girardinichthys viviparus

## Gömbhalalakúak rendje
Bővebben: Gömbhalalakúak (Tetraodontiformes)
Gömbhalfélék (Tetraodontidae)
- Zöld gömbhal (Tetraodon fluviatilis)
- törpe gömbhal (Carinotetraodon travancoricus)

## Harcsaalakúak rendje

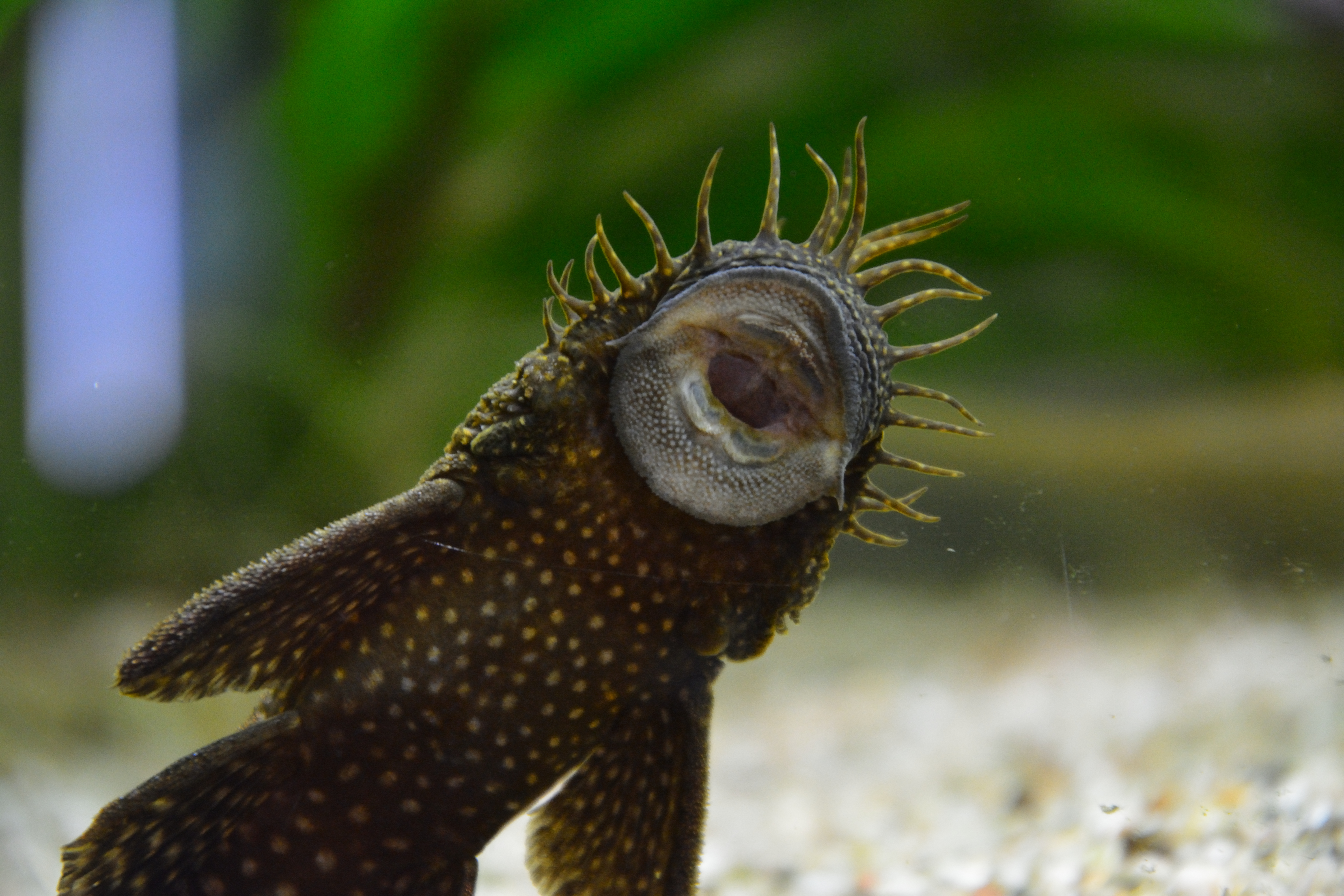
Algaevő harcsa

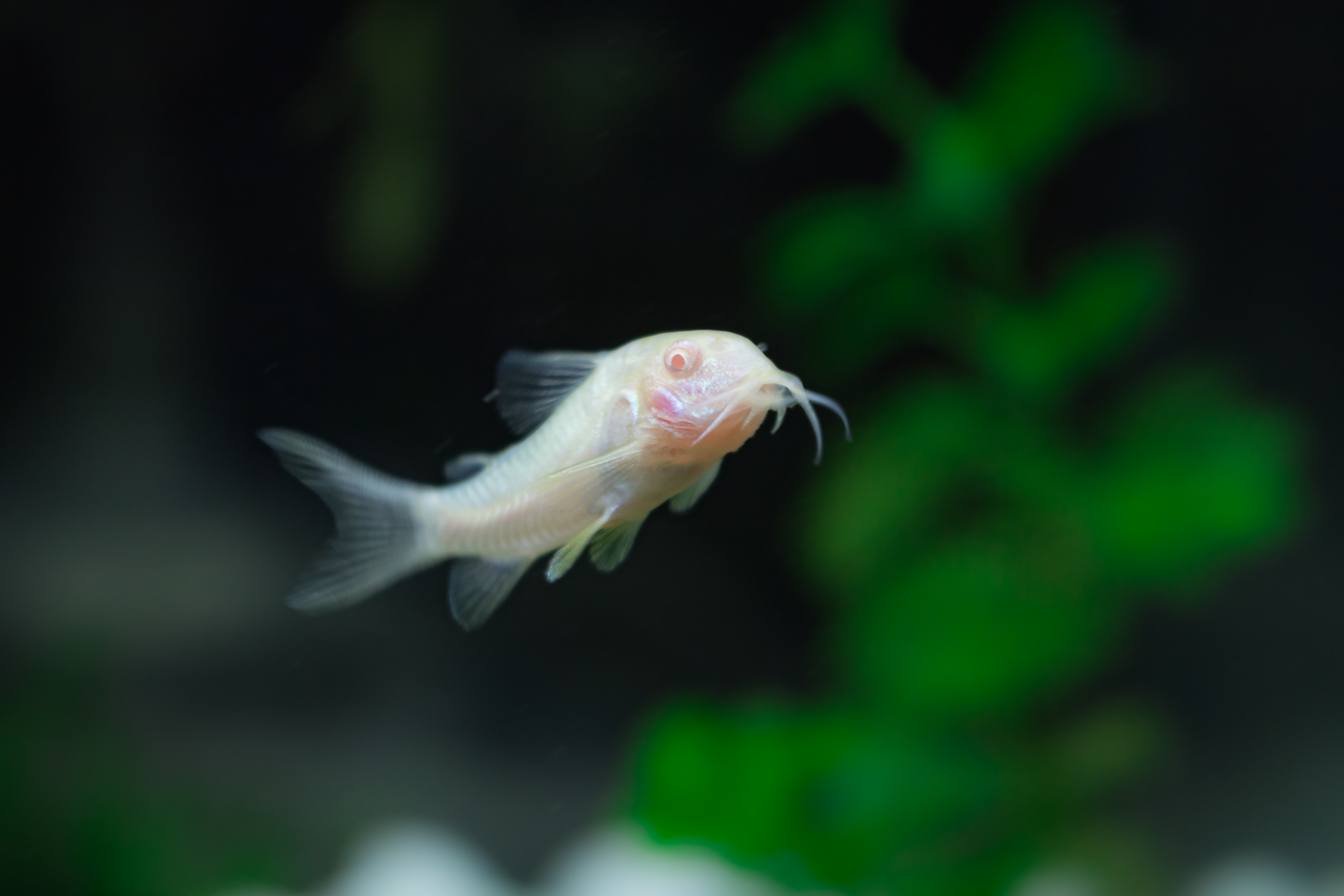
Kékpajzsos páncélosharcsa

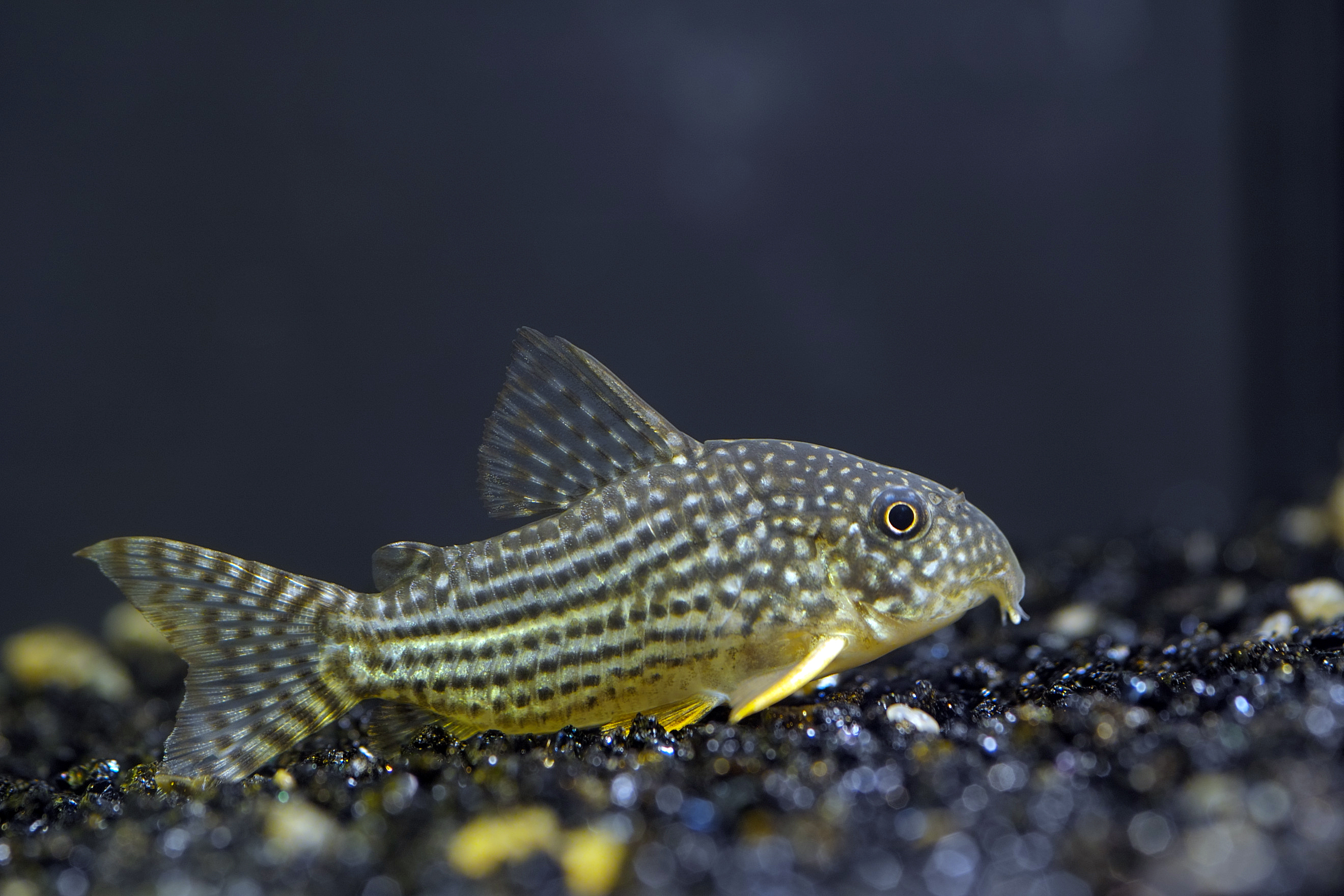
Pöttyös páncélosharcsa

Bővebben: Harcsaalakúak (Siluriformes)
Harcsafélék (Siluridae)
- Indiai üvegharcsa (Kryptopterus bicirrhis)

Mochokidae
- Dominóharcsa (Synodontis multipunctatus)

Óriásharcsafélék (Pangasiidae)
- Ázsiai cápaharcsa (Pangasius hypophtalmus)

Tepsifejűharcsa-félék (Loricariidae)
- Algaevő harcsa (Ancistrus sp.)
- Boszorkányharcsa (Loricaria filamentosa)
- Kék vértesharcsa (Ancistrus dolichopterus)
- Óriás algaevő (Hypostomus punctatus)
- Tepsifejű harcsa (Dysichthys coracoideus)
- Tűharcsa (Farlowella acus)
- Vitorlás algaevő harcsa (Pterygoplichthys gibbiceps)

Páncélosharcsafélék (Callichthyidae)
- Adolfo páncélosharcsája (Corydoras adolfoi)
- Foltos páncélosharcsa (Corydoras paleatus)
- Juli páncélosharcsája (Corydoras julii)
- Kékpajzsos páncélosharcsa (Corydoras aeneus)
- Pöttyös páncélosharcsa (Corydoras sterbai)
- Panda páncélosharcsa (Corydoras panda)
- Rövidtestű páncélosharcsa (Corydoras splendens)
- Tarka páncélosharcsa (Hoplosternum littorale)

## Kalászhalalakúak rendje

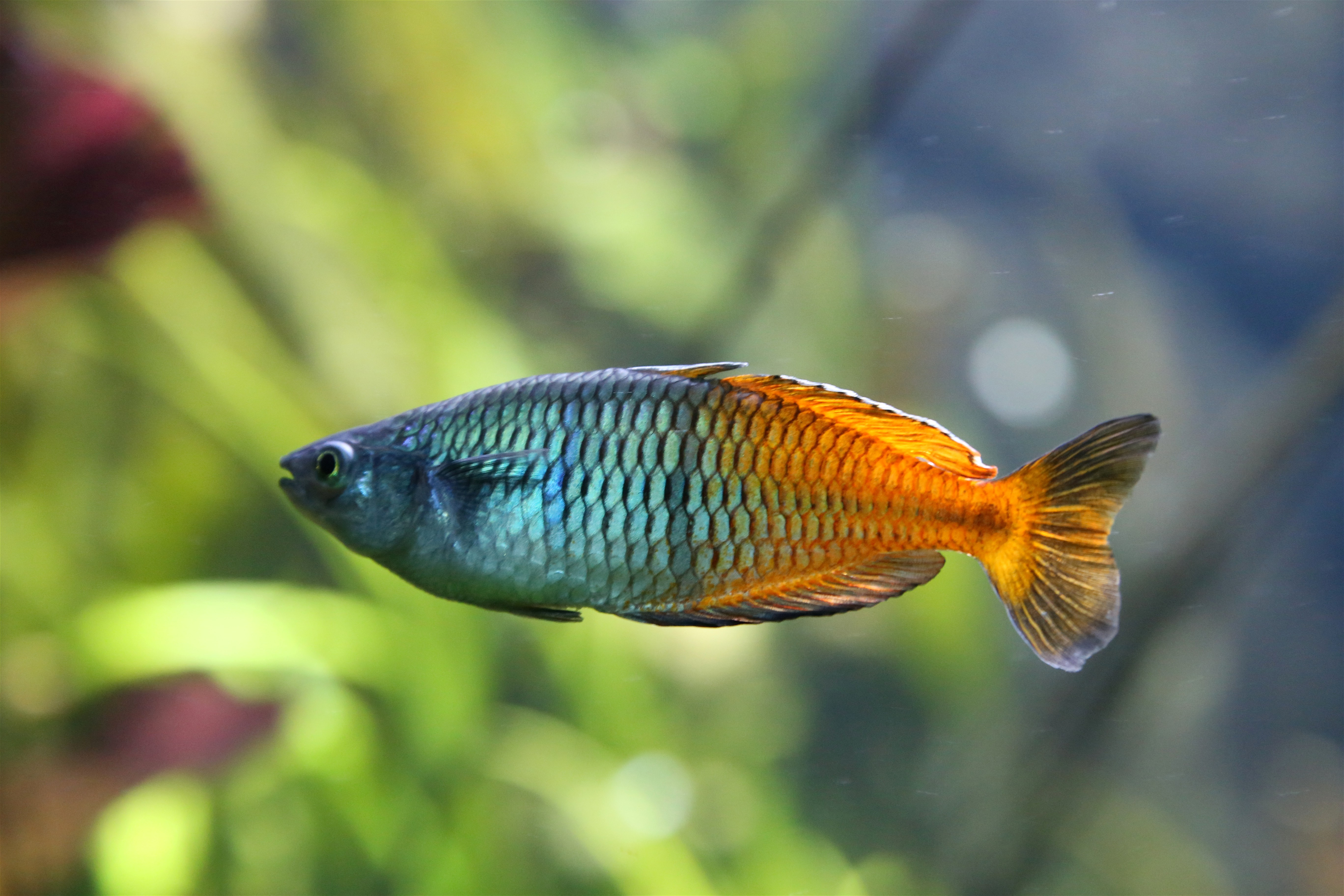
Boeseman kalászhala

Bővebben: Kalászhalalakúak (Atheriniformes)
Bedotiidae
- Madagaszkári kalászhal (Bedotia geayi)

Melanotaeniidae
- Boeseman kalászhala (Melanotaenia boesemani)

Telmatherinidae
- Celebeszi kalászhal (Marosatherina ladigesi)
- Lazacvörös kalászhal (Glossolepis incisus)

## Makrahalalakúak rendje
Bővebben: Makrahalalakúak (Beloniformes)
Hemiramphidae
- Félcsőrös csuka (Dermogenys pusillus)

## Pontyalakúak rendje

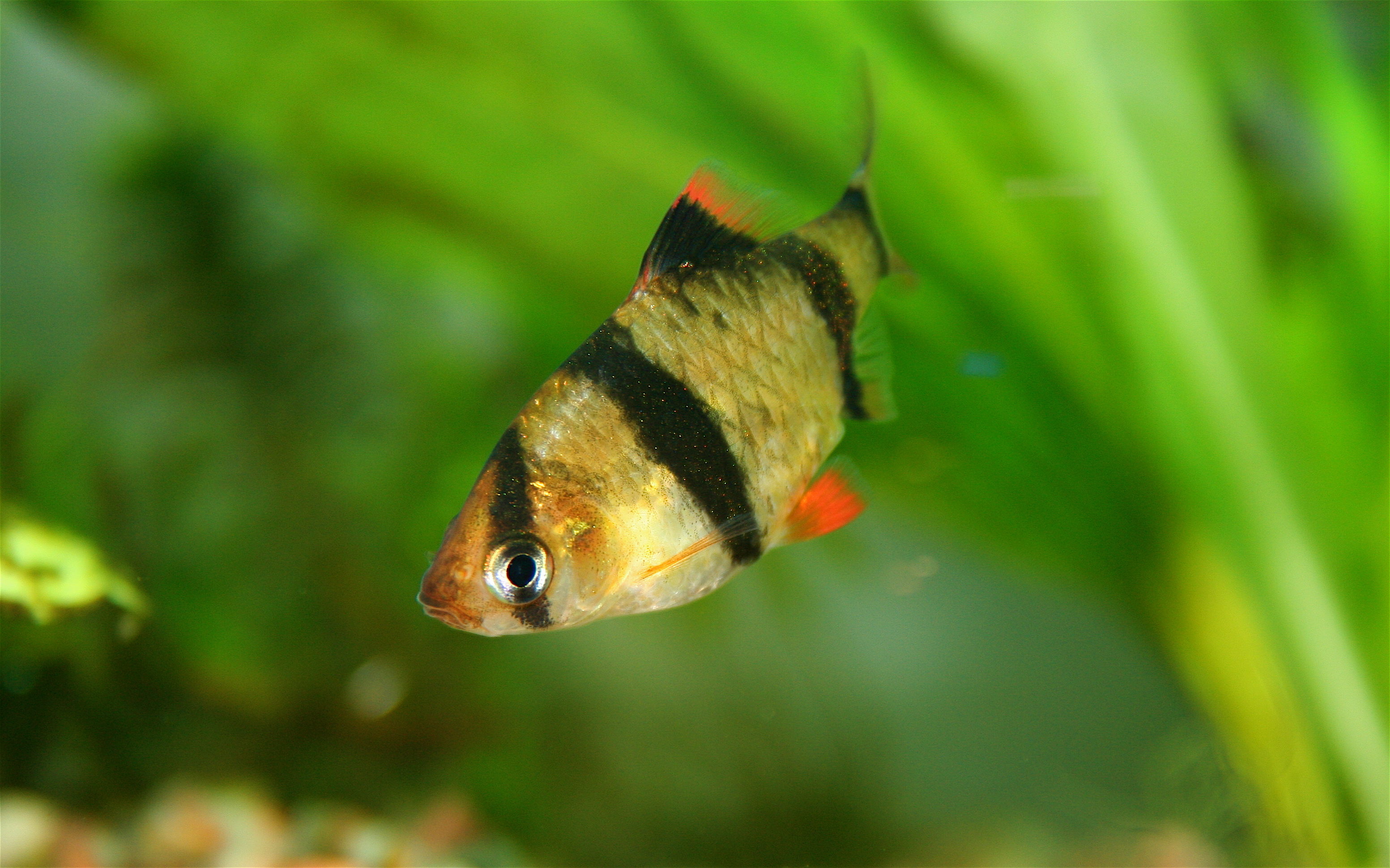
Szumátrai díszmárna

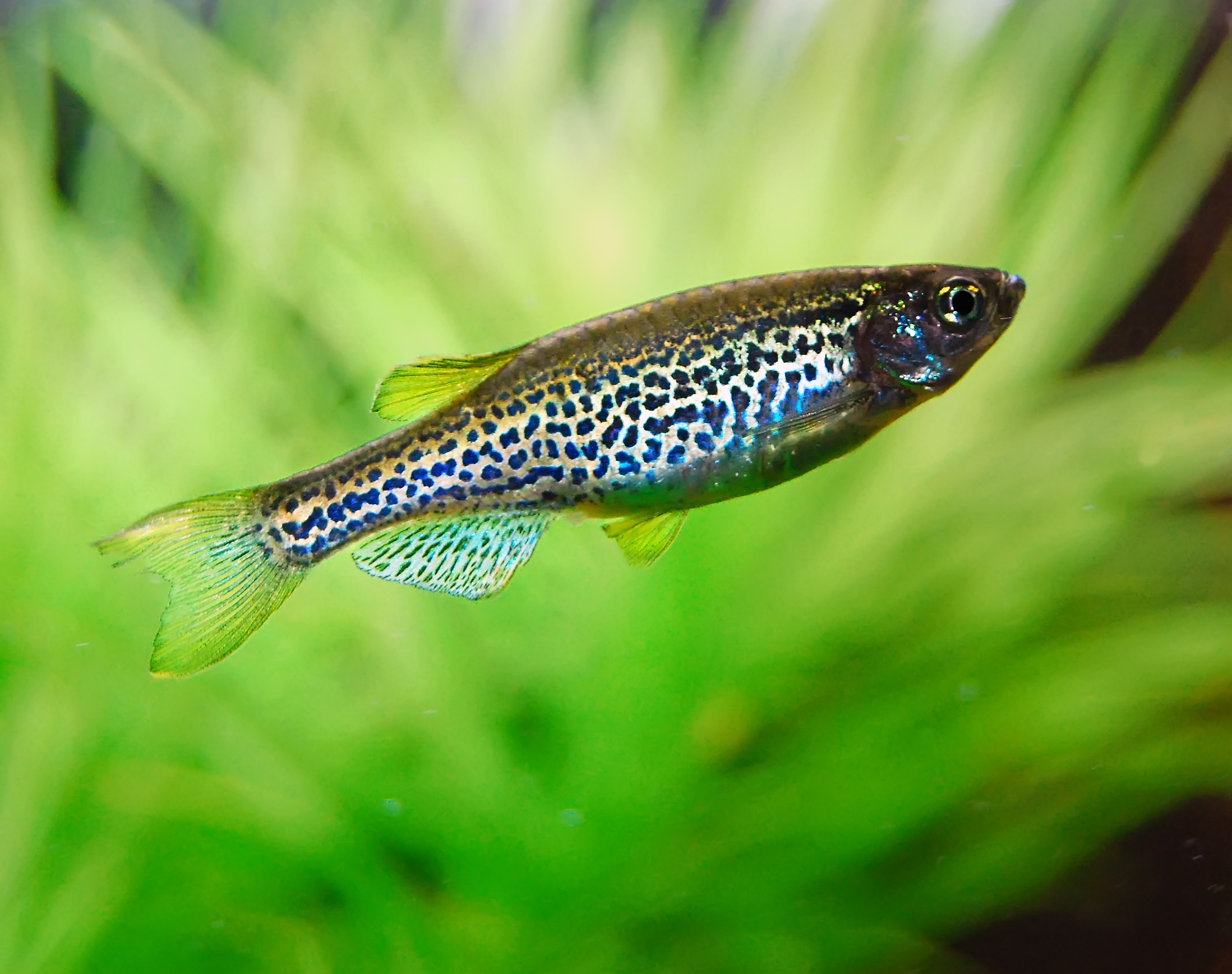
Zebradánió

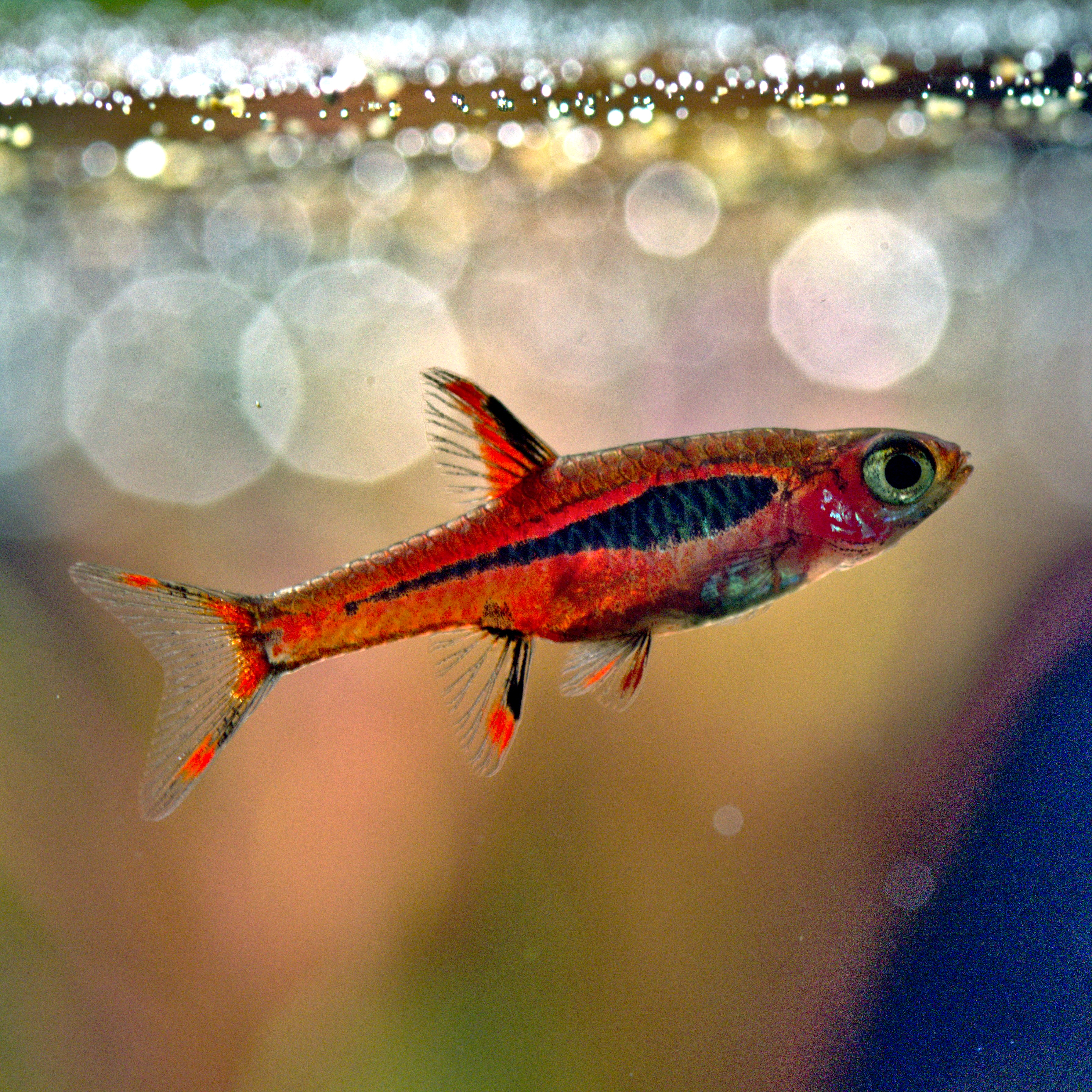
Zöldsávos törperazbóra

Bővebben: Pontyalakúak (Cypriniformes)
Algaevő pontyfélék (Gyrinocheilidae)
- Moszatevő márna (Gyrinocheilus aymonieri)

Csíkfélék (Cobitidae)
- Bengáli díszcsík (Botia dario)
- Öves díszcsík (Botia macrachantus)
- Párduccsík (Pangio kuhlii)

Kövicsíkfélék (Balitoridae)
- Tányérhasú algaevő (Pseudogastromyzon cheni)

Pontyfélék (Cyprinidae)
- Aranyhal (Carassius auratus auratus)
- Bíborfejű díszmárna (Puntius nigrofasciatus)
- Cápamárna (Balantiocheilos melanopterus)
- Ékfoltos razbóra (Trigonostigma heteromorpha)
- Gyöngy dánió (Danio margaritatus)
- Háromsávos razbóra (Rasbora borapetensis)
- Karcsú díszmárna (Barbus titteya)
- Kék dánió (Danio kerri)
- Leopárd dánió (Danio frankei)
- Malabári dánió (Devario malabaricus)
- Pettyesúszójú dánió (Danio nigrofasciatus)
- Rózsás díszmárna (Puntius conchonius)
- Sávos díszmárna (Puntius lineatus)
- Stendhal-hal (Epalzeorhynchos bicolor)
- Színjátszó dánió (Danio albolineatus)
- Szumátrai díszmárna (Barbus tetrazona)
- Törperazbóra (Boraras maculatus)
- Zebradánió (Danio rerio)
- Zöldsávos törperazbóra (Boraras brigittae)

## Pontylazacalakúak rendje

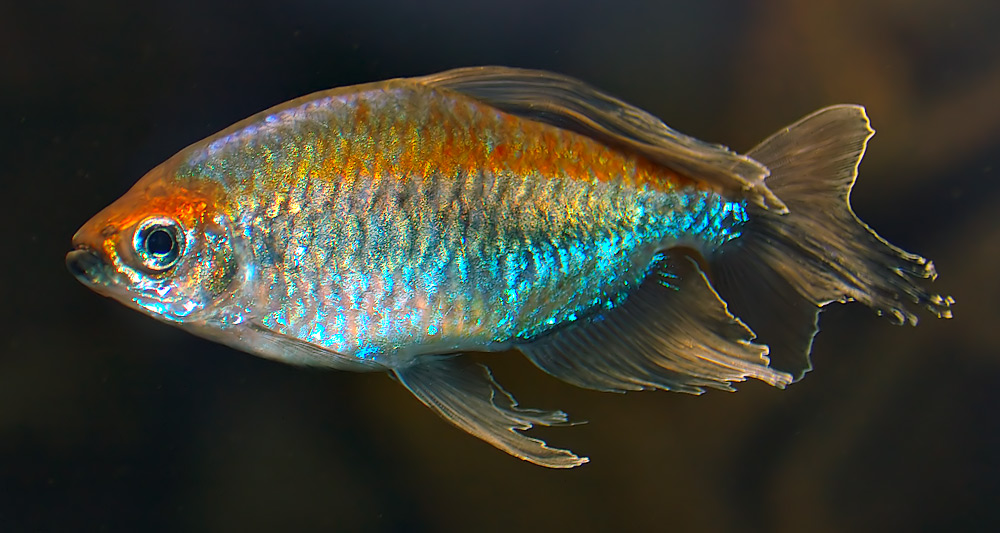
Kongólazac

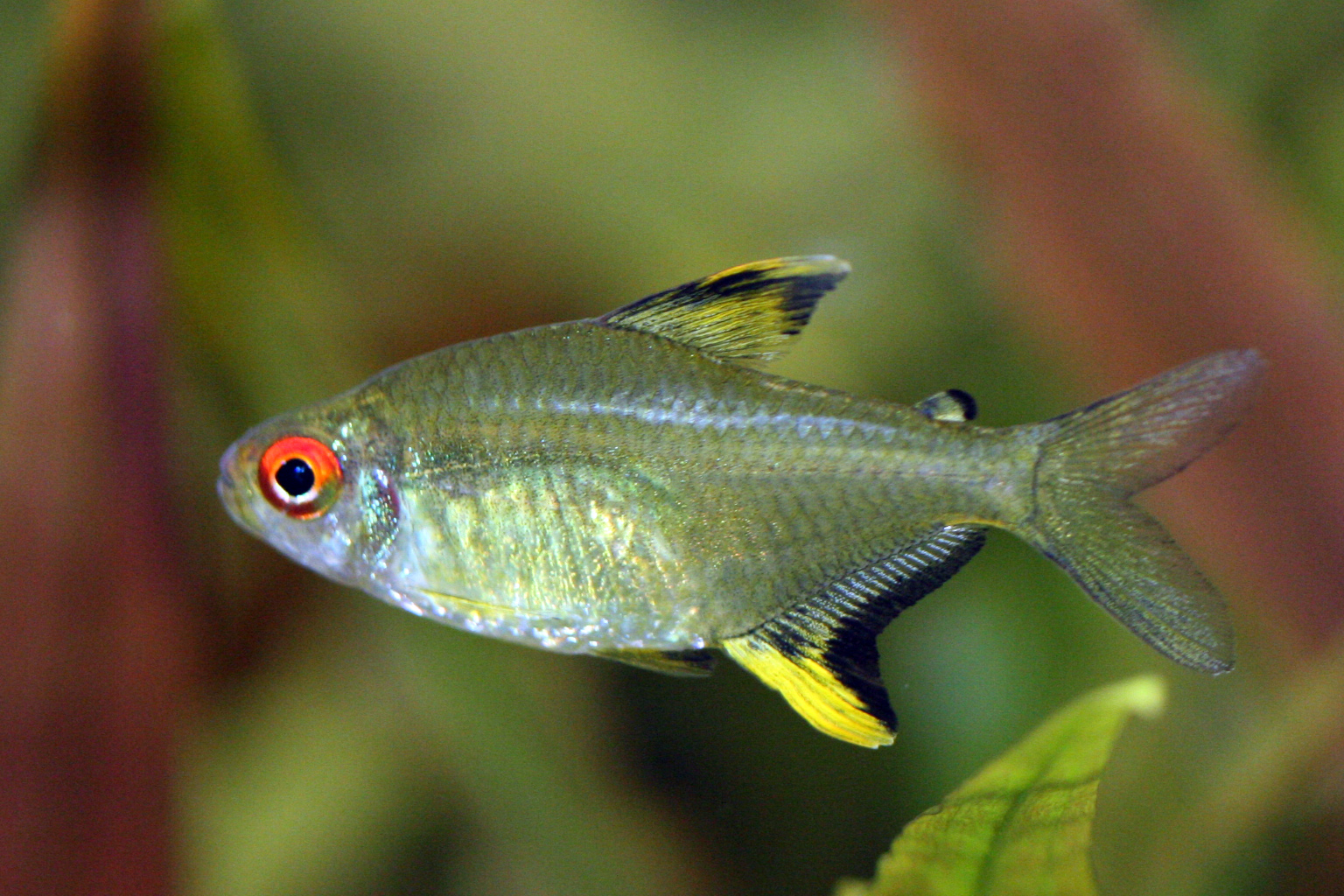
Citromlazac

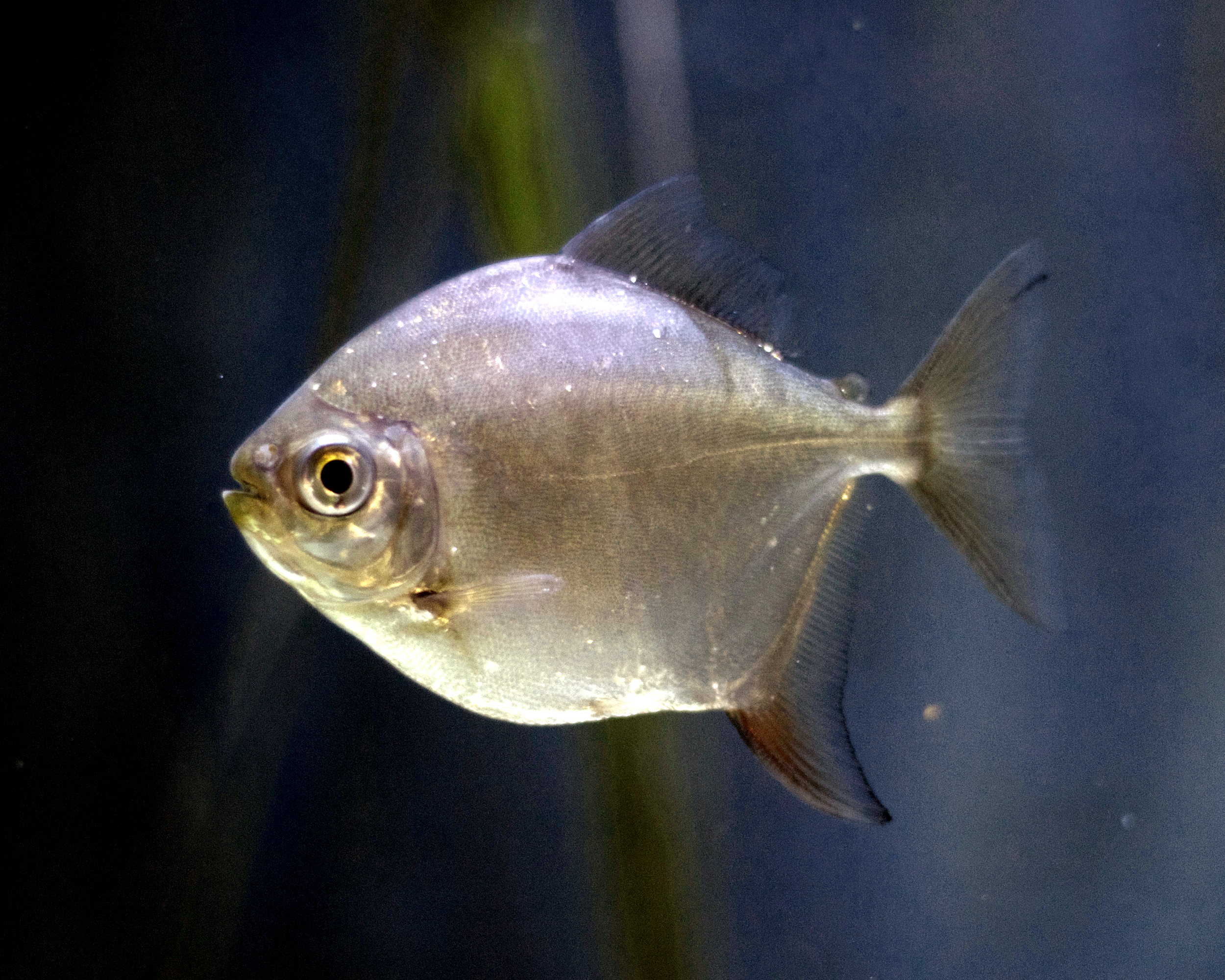
Ezüstös tányérlazac

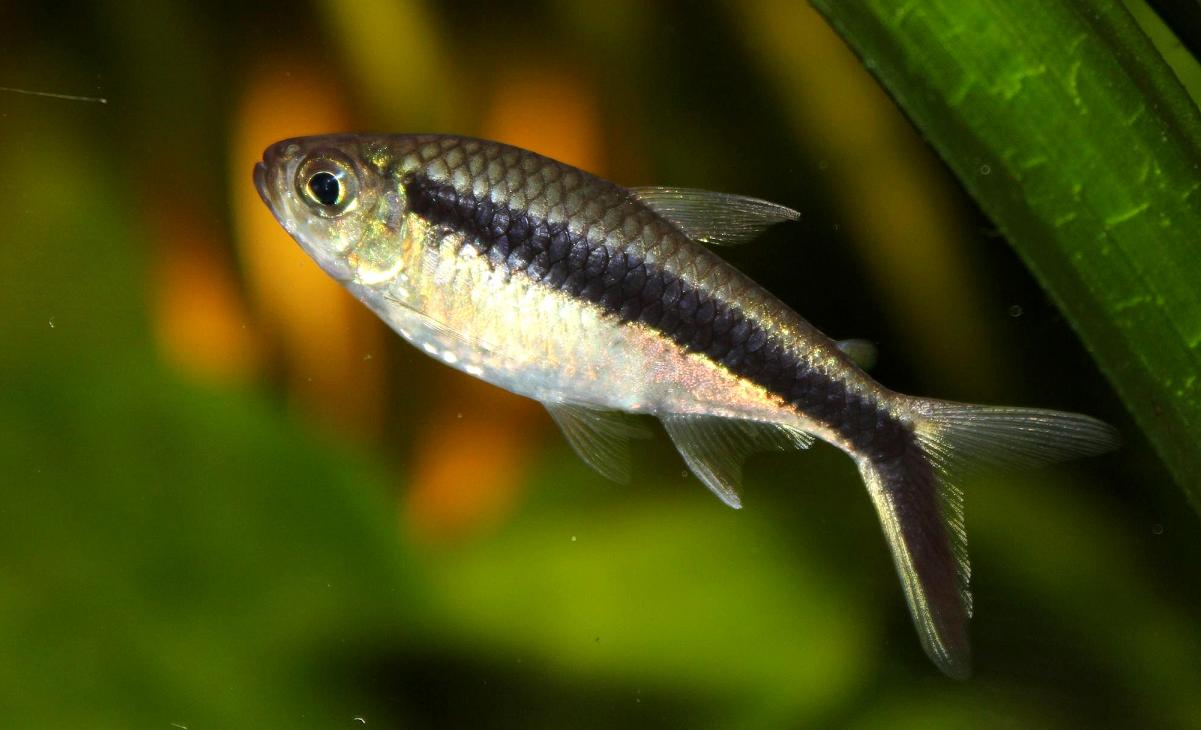
Ferdénúszó pontylazac

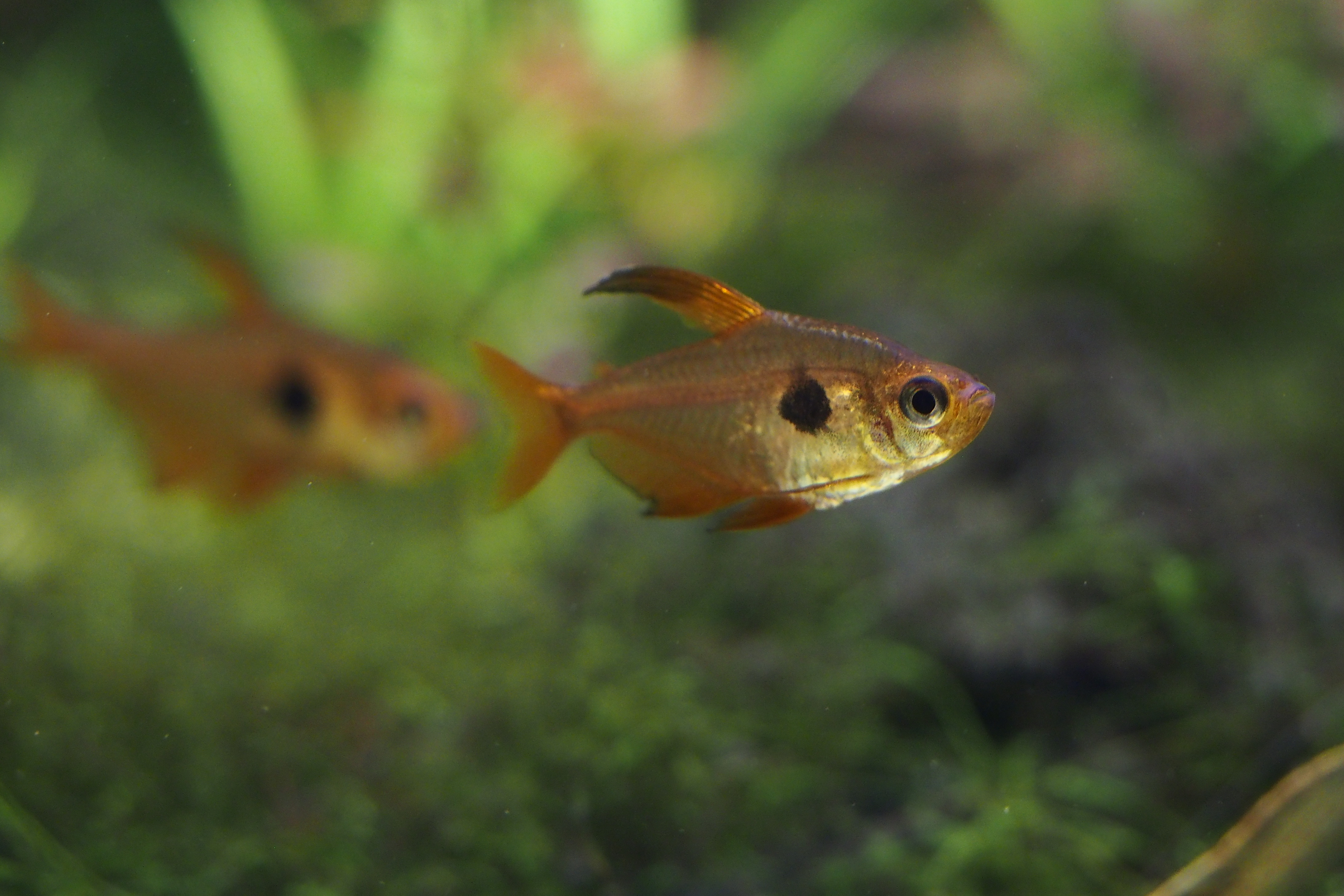
Vörös fantomlazac

Bővebben: Pontylazacalakúak (Characiformes)
Alestidae
- Kongólazac (Phenacogrammus interruptus)
- Közönséges molnárlazac (Brycinus longipinnis)

Lebiasinidae
- Fecskendező pontylazac (Copella arnoldi)
- Díszes törpeszájú hal (Nannostomus beckfordi)
- Lovacskalazac (Nannostomus eques)

Pontylazacfélék (Characidae)
- Citromlazac (Hyphessobrycon pulchripinnis)
- Ezüstös tányérlazac (Metynnis argenteus)
- Fejenálló lazac (Chilodus punctatus)
- Fekete fantomlazac (Hyphessobrycon megalopterus)
- Fekete neonhal (Hyphessobrycon herbertaxelrodi)
- Fekete tetra (Gymnocorymbus ternetzi)
- Ferdénúszó pontylazac (Thayeria boehlkei)
- Gyémántlazac (Moenkhausia pittieri)
- Kecses pontylazac (Hemigrammus pulcher)
- Lángvörös pontylazac (Hyphessobrycon flammeus)
- Neonhal (Paracheirodon innesi)
- Parázsszemű pontylazac (Hemigrammus ocellifer)
- Rézlazac (Hasemania nana)
- Rézszínű pontylazac (Hemigrammus rodwayi)
- Serpalazac (Hyphessobrycon serpae)
- Törpe üveglazac (Prionobrama filigera)
- Vörös fantomlazac (Hyphessobrycon sweglesi)
- Vörösfoltos pontylazac (Hyphessobrycon erythrostigma)
- Vöröshasú pirája (Pygocentrus nattereri)
- Vörös neonhal (Paracheirodon axelrodi)
- Vörösorrú pontylazac (Hemigrammus rhodostomus)
- Vörössávos pontylazac (Hemigrammus erythrozonus)

Szekercelazacok (Gasteropelecidae)
- Csíkos baltahasúlazac (Carnegiella strigata)
- Myers-baltahasúlazac (Carnegiella myersi)
- Törpe baltahasúlazac (Carnegiella marthae)

## Sokúszóscsuka-alakúak rendje

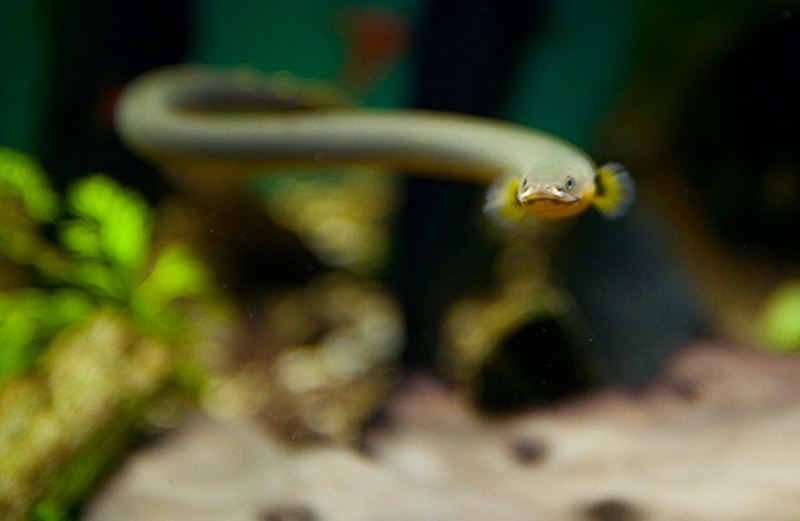
Afrikai sokúszós angolna

Bővebben: Sokúszóscsuka-alakúak (Polypteriformes)
Sokúszós csukafélék (Polypteridae)
- Afrikai sokúszós angolna (Erpetoichthys calabaricus)

## Sügéralakúak rendje

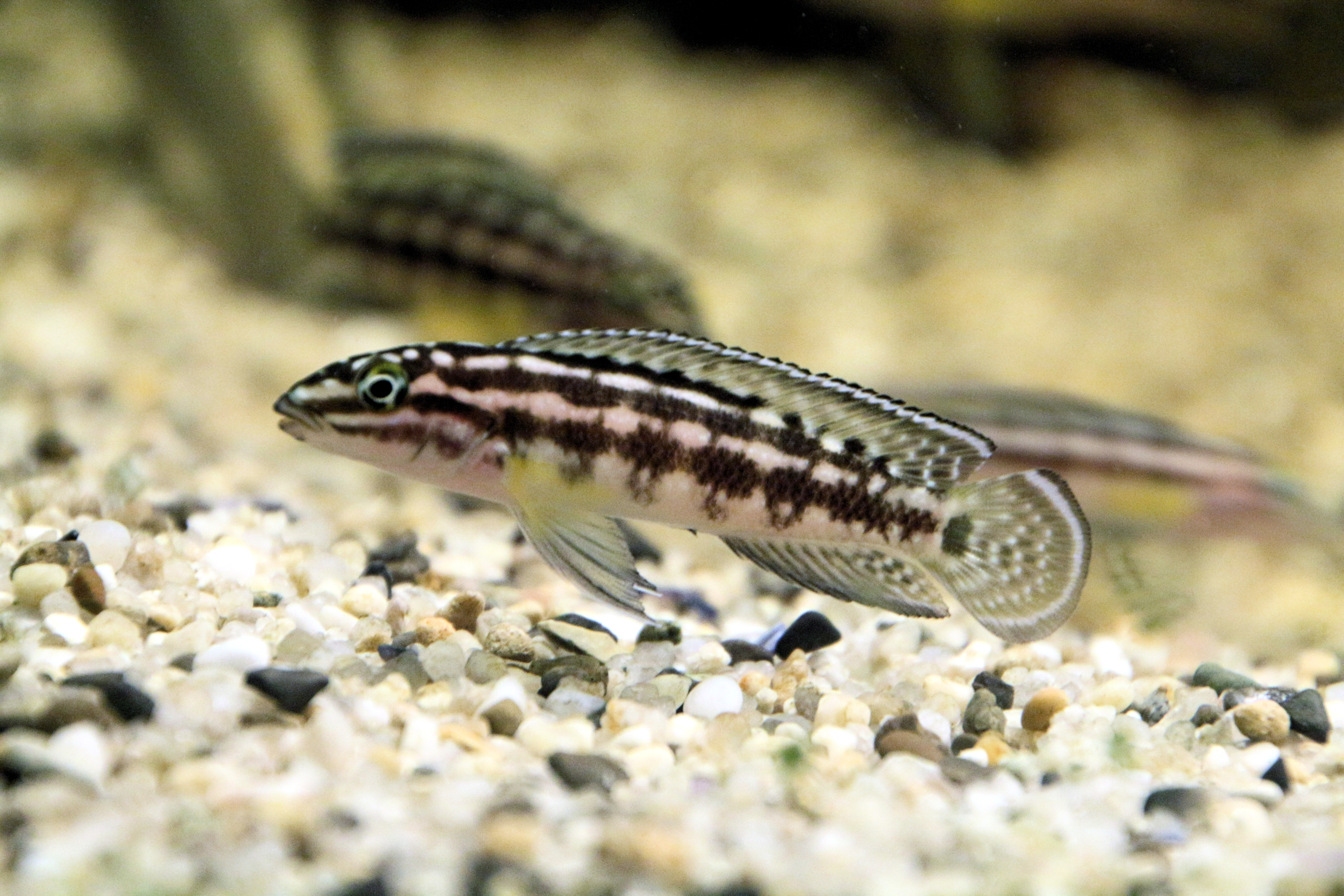
Kockás torpedósügér

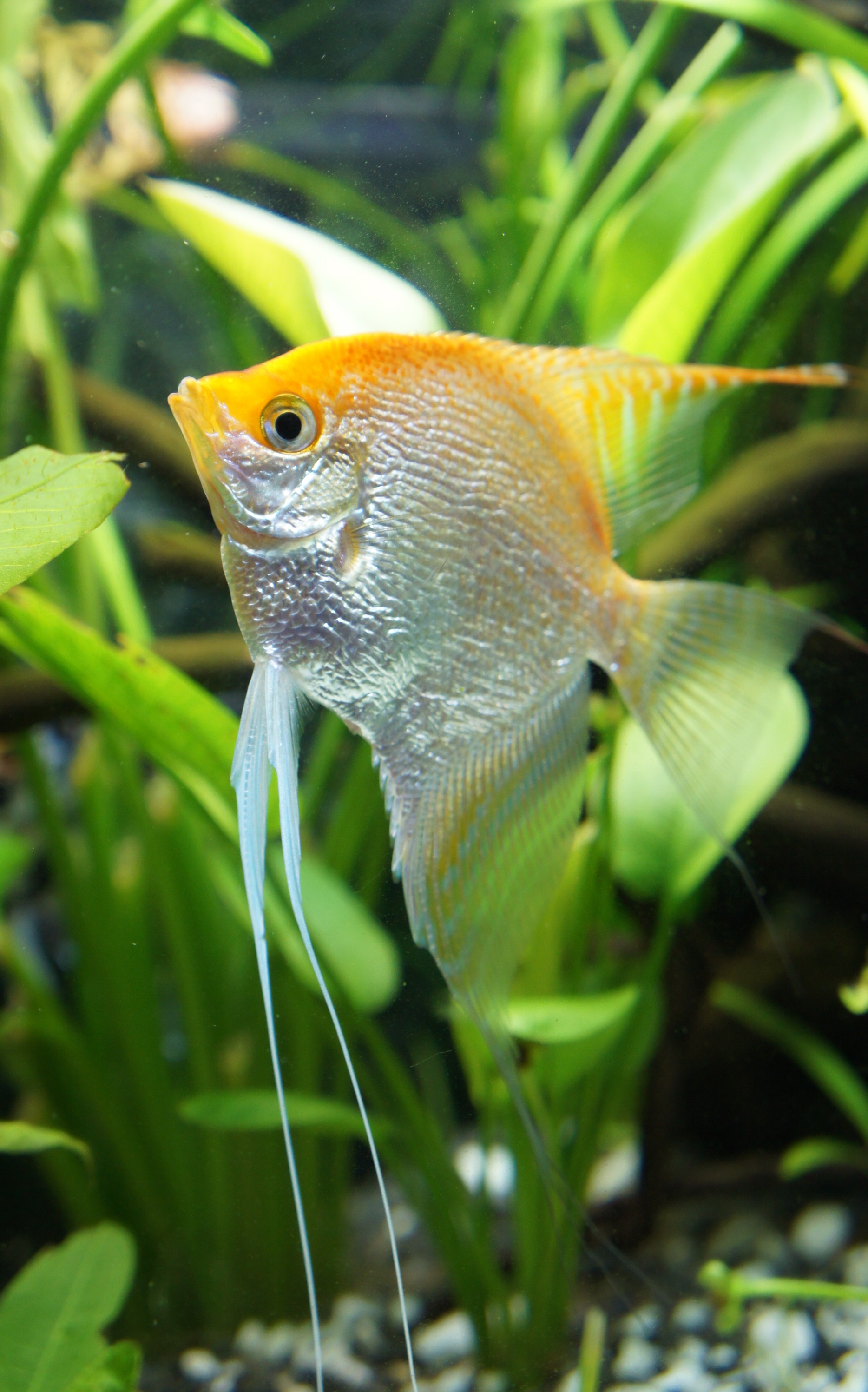
Vitorláshal

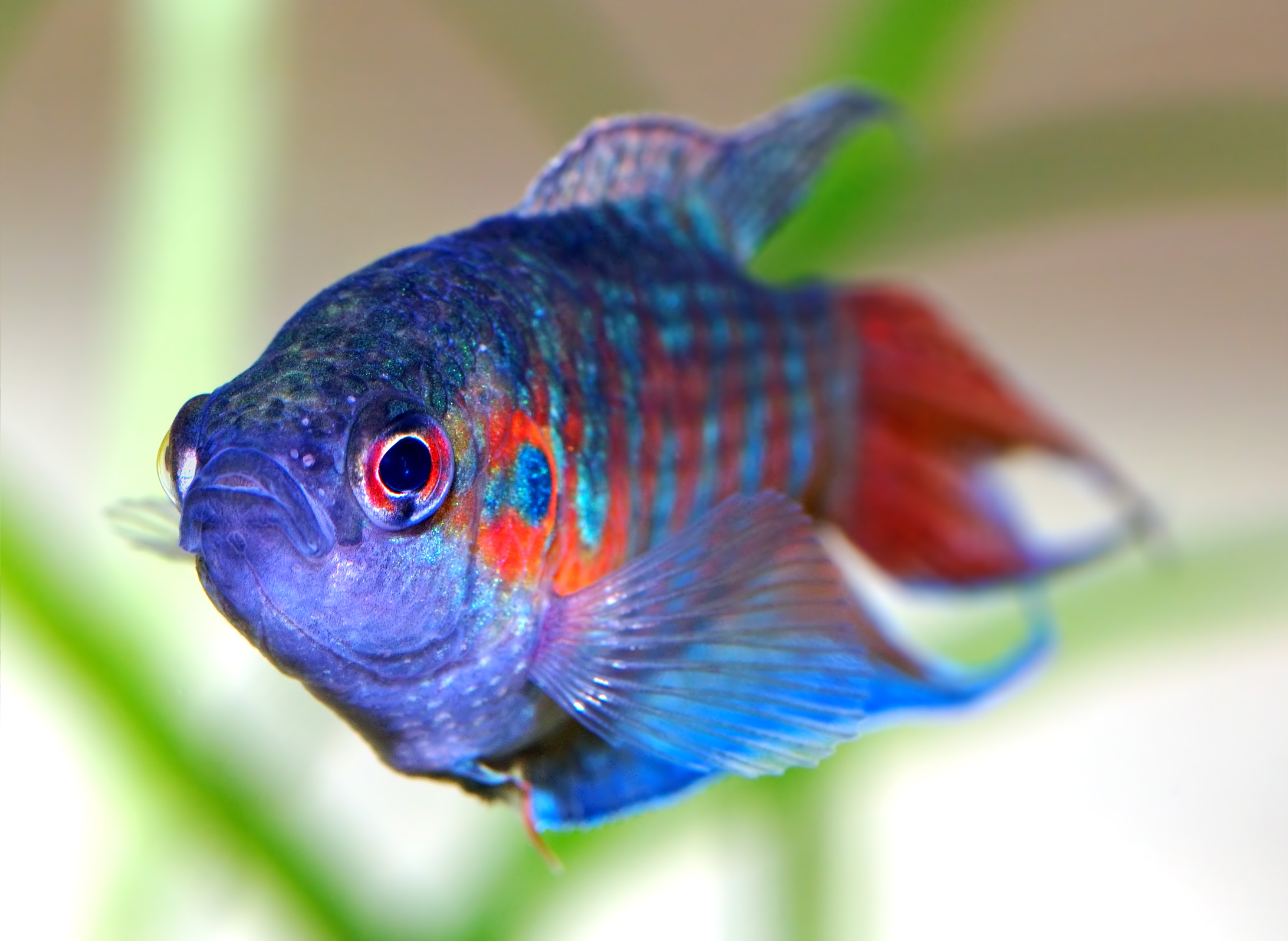
Kínai paradicsomhal

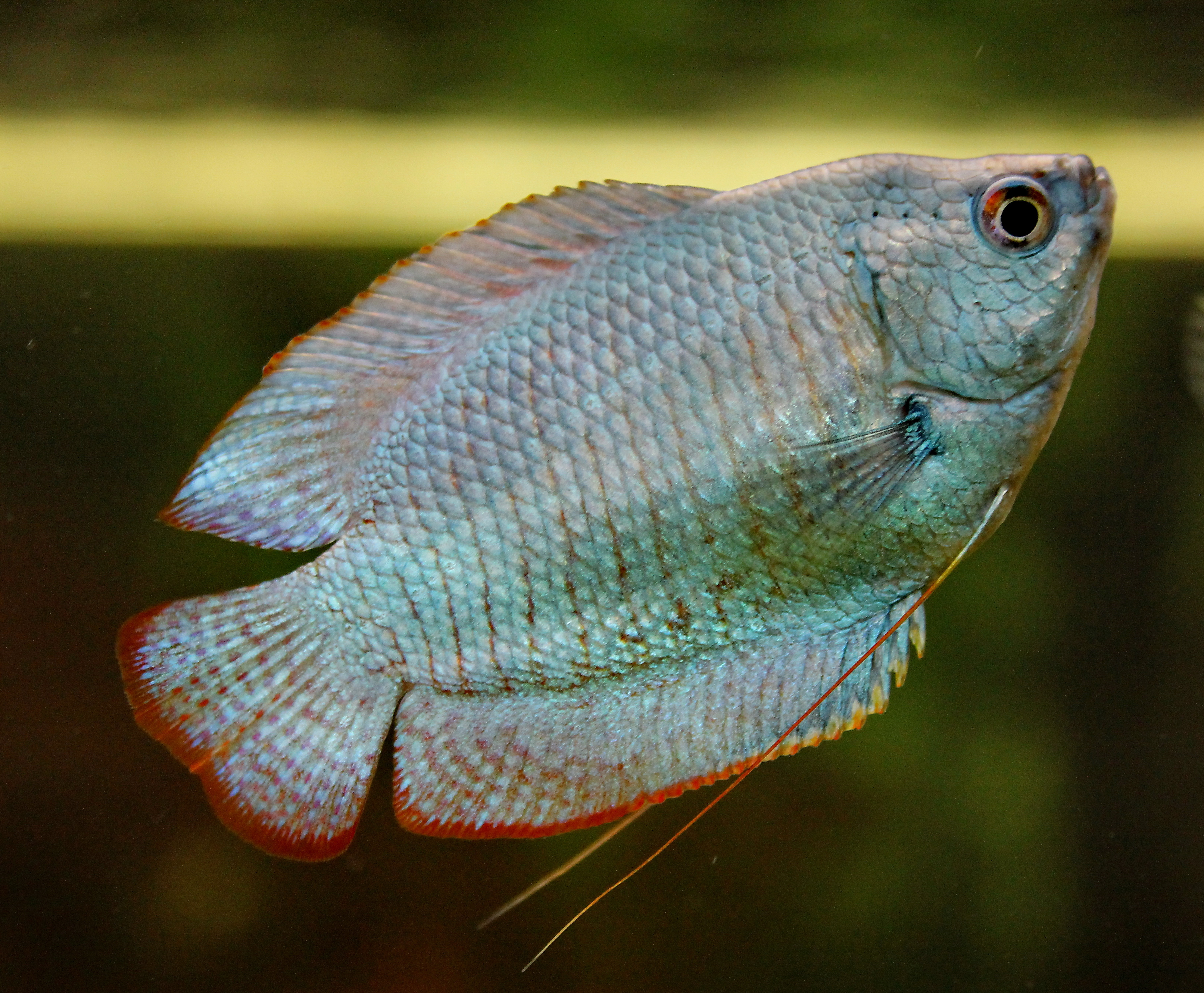
Törpe gurámi

Bővebben: Sügéralakúak (Perciformes)
Bölcsőszájúhal-félék (Cichlidae)
- Arany akara (Andinoacara rivulatus)
- Aranysügér (Labidochromis caeruleus)
- Barna diszkoszhal (Symphysodon aequifasciata)
- Bíborsügér (Hemichromis bimaculatus)
- Császársügér (Aulonocara stuartgranti)
- Dél-amerikai tüskéssügér (Polycentrus schomburgki)
- Diszkoszhal (Symphysodon discus)
- Ezüst homoksügér (Callochromis pleurospilus)
- Fuelleborn-malawisügér (Labeotropheus fuelleborni)
- Karcsú ormányossügér (Labeotropheus trewavasae)
- Kazuárfejű sügér (Steatocranus casuarius)
- Kockás torpedósügér (Julidochromis marlieri)
- Likoma-sügér (Melanochromis joanjohnsonae)
- Malawi neonsügér (Pseudotropheus demasoni)
- Meggyhasú sügér (Pelvicachromis pulcher)
- Mustársügér (Neolamprologus mustax)
- Nicaraguai bölcsőszájúhal (Hypsophrys nicaraguensis)
- Pillangó törpesügér (Mikrogeophagus ramirezi)
- Sárgafarkú lazacsügér (Cyprichromis leptosoma)
- Szivárványsügér (Archocentrus multispinosus)
- Tanganyika-tavi citromsügér (Neolamprologus leleupi)
- Törpe tarkasügér (Apistogramma agassizii)
- Türkiz aranysügér (Pseudotropheus auratus)
- Vitorláshal (Pterophyllum scalare)
- Vöröstorkú bölcsőszájúhal (Thorichthys meeki)
- Vörösszemű bölcsőszájúhal (Australoheros facetus)
- Vörös zebrasügér (Maylandia estherae)
- Zebra ceruzasügér (Neolamprologus cylindricus)
- Zebrasávos sügér (Amatitlania nigrofasciata)

Gurámifélék (Osphronemidae)
- Ajakos gurámi (Trichogaster labiosa)
- Gyöngygurámi (Trichopodus leeri)
- Holdfénygurámi (Trichopodus microlepis)
- Kék gurámi (Trichopodus trichopterus)
- Kínai paradicsomhal (Macropodus opercularis)
- Mézgurámi (Trichogaster chuna)
- Szalagos gurámi (Trichopodus pectoralis)
- Sziámi harcoshal (Betta splendens)
- Törpe gurámi (Trichogaster lalia)

Helostomatidae
- Csókos gurámi (Helostoma temminckii)

Üvegsügérek (Ambassidae)
- Indiai üvegsügér (Ambassis lala)